# Овсепян, Рон
Рональд (Рон) Овсепян (англ. Ronald W. Hovsepian, род. 1960 году) — президент и главный исполнительный директор компании Novell, Inc.

## Биография
Со степенью бакалавра наук закончил Бостонский колледж.
Занимал руководящие должности в корпорации IBM больше 17 лет, включая мировой центр дистрибуции IBM, центры разработки аппаратного и программного обеспечения, центры маркетинга и сервисов.
Был управляющим директором венчурной компании Internet Capital Group.
Работает в компании Novell с июня 2003 года, начинал с президента североамериканского подразделения. Под его руководством было достигнуто соглашение Novell и Microsoft.
Член совета директоров корпорации Ann Taylor.